# Fabula Nova Crystallis Final Fantasy
Fabula Nova Crystallis Final Fantasy (ファブラ ノヴァ クリスタリス ファイナルファンタジ, Fabura Nova Kurisutarisu Fainaru Fantajī) é uma subsérie de jogos eletrônicos dentro da franquia Final Fantasy desenvolvida e publicada pela Square Enix. Apesar de possuir vários mundos e personagens diferentes, cada jogo da Fabula Nova Crystallis é baseado e desenvolvido a partir de uma mitologia em comum que se foca em importantes cristais ligados a divindades, com o título da série se traduzindo do latim como o "Novo Conto do Cristal". Os jogos originais da série foram desenvolvidos pelo 1º Departamento de Produção da Square Enix, com cada equipe de produção recebendo a liberdade para adaptar a mitologia ao seu modo a fim de se adequar ao contexto de suas respectivas histórias.
A série foi originalmente anunciada em 2006 como Fabula Nova Crystallis Final Fantasy XIII, atualmente consistindo em sete jogos em diversas plataformas. Final Fantasy XIII, pensado para ser o carro-chefe da série, foi lançado em 2009. As forças criativas por trás da série incluem muitos desenvolvedores veteranos de títulos anteriores de Final Fantasy, como Shinji Hashimoto e Motomu Toriyama. A mitologia foi concebida e escrita por Kazushige Nojima. Os primeiros jogos pensados para a série foram Final Fantasy XIII e Final Fantasy XV (originalmente chamado de Versus XIII), com Final Fantasy Type-0 (antes Agito XIII) vindo depois. Todos os três passaram por atrasos. Depois de XIII e Type-0, suas respectivas equipes de produção usaram ideias e conceitos de seus desenvolvimentos a fim de criarem novos títulos. Outras companhias foram chamadas para auxiliar em diferentes áreas nos jogos posteriores.
Atualmente, sete jogos já foram lançados para a Fabula Nova Crystallis. Individualmente os títulos receberam críticas geralmente positivas, porém as opiniões foram mais mistas em relação a diversos aspectos de XIII e suas duas continuações: Final Fantasy XIII-2 e Lightning Returns: Final Fantasy XIII. A recepção da mitologia utilizada também foi mista: enquanto alguns críticos a acharam muito confusa ou similar ao folclore da série principal, outros ficaram impressionados por sua escala e uso. Fabula Nova Crystallis é complementada por outras obras em mídias diferentes, como livros, romantizações e mangás.

## Títulos

### Jogos
- Final Fantasy XIII, o décimo terceiro jogo principal de Final Fantasy e o primeiro título da Fabula Nova Crystallis. Primeiramente lançado no Japão em dezembro de 2009 como um exclusivo para PlayStation 3, ele foi posteriormente lançado em março de 2010 na América do Norte e Europa também para Xbox 360.[3] Um versão do jogo apenas para Xbox 360 chamada Final Fantasy XIII Ultimate Hits International foi lançada no Japão em dezembro de 2010.[4] XIII foi lançado em outubro de 2014 em distribuição digital para Microsoft Windows.[5] O jogo foi pensado para ser um RPG eletrônico para um jogador movido pela história,[6] com um sistema de batalha projetado para emular as sequências de combate de Final Fantasy VII: Advent Children.[7]
- Final Fantasy Type-0 (originalmente Final Fantasy Agito XIII) foi lançado em outubro de 2011 apenas no Japão exclusivamente para PlayStation Portable.[8] Uma remasterização para o PlayStation 4 e Xbox One foi lançada mundialmente em março de 2015.[9] O jogo é um RPG eletrônico de ação em tempo real possuindo um combate similar a Crisis Core: Final Fantasy VII, além de um sistema multijogador onde jogadores podem assumir o controle de diferentes personagens durante a maior parte do jogo.[10][11] Sua remasterização possui gráficos melhorados e alterações na jogabilidade, como a redução da dificuldade e a remoção do modo multijogador.[12][13]
- Final Fantasy XIII-2, uma sequência direta de XIII, foi lançado no Japão em dezembro de 2011, na América do Norte em janeiro de 2012 e na Europa em fevereiro.[14] XIII-2 foi pensado para ser um jogo de RPG mais tradicional em resposta às críticas sobre a grande estrutura linear XIII. Ele possui cidades que podem ser exploradas, um história não linear, minijogos e outros elementos tradicionais.[15]
- Lightning Returns: Final Fantasy XIII, uma sequência de XIII e XIII-2, foi lançado no Japão em novembro de 2013 e na América do Norte e Europa em fevereiro de 2014.[16] Ele conclui a história da personagem Lightning e o arco de história de Final Fantasy XIII.[17] Lightning Returns mistura vários elementos tradicionais de RPG, como lojas, missões e um mundo aberto explorável, com um sistema de combate mais orientado para a ação.[18]
- Final Fantasy Agito, um título associado que se passa no mundo de Type-0,[19] ele foi lançado no Japão em maio de 2014 para celulares iOS e Android,[20] com o serviço sendo encerrado em novembro de 2015.[21] Uma conversão para PlayStation Vita também estava em desenvolvimento,[22] porém foi cancelada.[23] Agito era um jogo episódico possuindo modos para um ou mais jogadores onde o jogador podia criar seu próprio personagem.[24]
- Final Fantasy XV (originalmente Final Fantasy Versus XIII), o décimo quinto jogo principal de Final Fantasy, ele foi anunciado no mesmo ano de XIII e Type-0 e foi lançado em 29 de novembro de 2016.[25] O jogo é um RPG de ação com um sistema de batalha similar ao da série Kingdom Hearts e de Type-0. O jogo emprega uma exploração de mundo aberto utilizando tanto veículos quanto chocobos, além de um sistema de acampamento conectado com o aumento de níveis e experiências.[26][27]
- Final Fantasy Type-0 Online, uma substituição de Agito, desenvolvido para iOS, Android e Microsoft Windows e lançado em 15 de dezembro de 2016. A jogabilidade possui um multijogador cooperativo similar aos elementos multijogador originais de Type-0 e um estilo mais hack and slash.[28][29]

### Outras mídias
Os jogos têm sido complementados e expandidos através de obras em outras mídias. Para Final Fantasy XIII, um pequeno livro de contos chamado Final Fantasy XIII - Episode Zero foi lançado, primeiramente por meio do website oficial e depois como um impresso em dezembro de 2009. Ele conta eventos que aconteceram antes do início do jogo. Um segundo livro Episode i, foi publicado através do website oficial de XIII-2, fazendo a ligação narrativa entre XIII e XIII-2. Dois outros livros detalhando eventos não descritos em XIII-2 foram lançados após a estreia japonesa: Fragments Before em dezembro de 2011 e Fragments After em junho de 2012. Apenas Episode i foi lançado fora do Japão como um exclusivo de pré-compra na loja norte-americana Best Buy. Lightning Returns também deveria receber um romance prequela escrito por Benny Matsuyama que seria lançado no Japão em novembro de 2013 junto com o jogo, porém ele acabou cancelado pelo autor ter adoecido. Uma novela em três partes chamada Final Fantasy XIII Reminiscence: tracer of memories foi lançada na revista Famitsu Weekly entre junho e julho de 2014. Ele foi escrito por Daisuke Watanabe, que também escreveu os roteiros dos jogos da série XIII, e se passa após os eventos de Lightning Returns. Reminiscence foi mais tarde lançado na internet.
Final Fantasy Type-0 recebeu uma adaptação em mangá ilustrada por Takatoshi Shiozawa. Ela começou a ser publicada na revista Young Gangan em novembro de 2011 e depois foi reunida em um volume único em abril de 2012.  O mangá foi traduzido para o inglês e lançado como parte da edição de colecionador de Type-0 HD, porém de forma limitada apenas através da loja da Square Enix. Um segundo mangá chamado Final Fantasy Type-0 Side Story: Reaper of the Icy Blade começou a ser serializado em maio de 2012 e seguia a história de um personagem secundário do jogo. A história foi criada por Shiozawa com a supervisão de Tetsuya Nomura. O mangá se encerrou em janeiro de 2014, com um capítulo bônus sendo lançado no mês seguinte. A Yen Press lançou a história nos Estados Unidos em julho de 2015. Foram lançados em abril e junho de 2012 dois romances contando uma versão alternativa de Type-0, intitulados Final Fantasy Type-0: Change the World. Agito também recebeu um romance Change the World se focando em dois personagens coadjuvantes do jogo. Guias e livros de acompanhamento já foram lançados para a maioria dos jogos da subsérie.
Final Fantasy XV também teve mídias lançadas ao seu redor, formando uma expansão multimídia chamada pela Square Enix de "Universo Final Fantasy XV". A maior parte desse conteúdo salienta o enredo principal do jogo, algo que necessitaria de vários jogos eletrônicos sob circunstâncias normais. Uma série de anime produzida pela A-1 Pictures chamada de Brotherhood: Final Fantasy XV detalha histórias de vida dos personagens principais e como eles acabaram viajando juntos. Ela foi distribuída online gratuitamente pelos meses anteriores ao lançamento do jogo. Além disso, um longa-metragem de computação gráfica intitulado Kingsglaive: Final Fantasy XV e produzido pela mesma equipe de Final Fantasy VII: Advent Children também foi lançado antes da estreia do jogo: ele conta uma história centrada no rei Regis Lucis Caelum CXIII, pai do protagonista Noctis, e em personagens originais. Apesar de comprado com a estrutura geral da Fabula Nova Crystallis, o diretor Hajime Tabata de Final Fantasy XV definiu esse universo ao redor do jogo como uma tentativa de fazê-lo funcionar dentro dos tempos atuais ao invés de "reinventar" o conceito original.

## Temas
Os títulos da Fabula Nova Crystallis compartilham uma mesma mitologia, interpretada de maneira diferente em cada mundo de jogo e referenciada em diferentes graus. XIII e suas sequências tem uma forte conexão com a mitologia, usando as terminologias extensivamente e envolvendo muitas das divindades. Type-0  usou a terminologia e fez pequenas referências à mitologia enquanto focava-se no lado humano dos eventos, porém essas referências foram adicionadas posteriormente no desenvolvimento da história. Já em XV, apesar da mitologia ainda estar presente, ela foi "desconectada" da "armação", com as terminologias específicas sendo removidas e sua ênfase reduzida para tornar-se um elemento de fundo do mundo e da história.
Os universos de XIII, Type-0 e XV não estão relacionados uns com os outros, porém elementos e temas em comum estão presentes. O primeiro é um elemento narrativo em comum da interferência prejudicial das divindades nos assuntos humanos, com as pessoas escolhendo aceitar ou desafiar os destinos dados a eles. Tetsuya Nomura definiu esse tema como "uma batalha dos deuses que existe por trás de cada história e lhes dá inspiração de uma maneira diferente". O segundo elemento em comum é a estrutura do universo da Fabula Nova Crystallis, que é dividido em dois: o mundo mortal, onde os humanos vivem, e o pós-vida ou Reino Invisível.

Bhunivelze em sua forma física visto em Lightning Returns: Final Fantasy XIII.

Na mitologia, o deus Bhunivelze tomou o controle do mundo mortal ao matar sua mãe, a deusa da criação Mwynn, que sumiu para o Reino Invisível. Bhunivelze, acreditando que a mortalidade era uma maldição de sua mãe, criou três novas divindades a fim de procurar pelo portão do Reino Invisível e assim controlar os dois mundos. A primeira, Pulse, recebeu a tarefa de terraformar o mundo; a segunda, Etro, foi descartada devido sua semelhança com Mwynn; e a terceira, Lindzei, servia como seu protetor. Bhunivelze então entrou em um sono profundo enquanto Pulse e Lindzei continuaram realizando suas funções. Etro se matou por ter ficado perturbada pelo abandono, com os humanos nascendo a partir de seu sangue. Ela foi para o Reino Invisível e acabou encontrando Mwynn sendo consumida por uma força chamada caos, que ameaçava destruir a realidade. Mwynn encarregou Etro de proteger o equilíbrio entre os mundos antes de se esvair. Etro então deu aos humanos pedaços do caos que se transformaram em seus "corações". Os homens assim foram capazes de manter o equilíbrio através da morte e reencarnação por terem o caos dentro de si. Desde então eles tem venerado ou temido Pulse e Lindzei, referindo-se a Etro como a deusa da morte. As divindades têm papéis semelhantes nos jogos, porém narrativamente não são as mesmas personagens.
Uma espécie recorrente nos jogos são seres semelhantes a deuses criados por Pulse e Lindzei para atuarem como seus servos no mundo mortal. Na mitologia original, esses semideuses são chamados de fal'Cie. No universo dos jogos da série XIII eles assumem a forma de seres mecânicos movidos por cristais. No universo de Type-0, eles são tanto cristais semi-sencientes quanto seres humanoides vivendo entre as pessoas. Os fal'Cie possuem a habilidade de imbuir certos seres humanos com poderes mágicos e lhes designar uma tarefa que eles precisam completar querendo ou não. XIII e Type-0 chamam essas pessoas de l'Cie e a tarefa designada de Foco. Existem dois possíveis resultados para os l'Cie nos universos dos dois jogos: eles podem ganhar a vida eterna e entrar em "estase de cristal" se completarem o Foco, transformando-se em uma estátua de cristal, ou podem virar monstros cristalinos se falharem. Os l'Cie são escolhidos em Type-0 pelos cristais de seu próprio país, recebendo enormes poderes a fim de realizarem seu Foco, porém podem perder a memória se ficarem emocionalmente instáveis. Apesar dessa terminologia não ser usada em XV, humanos imbuídos com magia aparecem, com um deles sendo o protagonista Noctis Lucis Caelum.
Um elemento comum não relacionado à mitologia, temas ou enredos da série é o uso do latim nos títulos dos jogos ou nos nomes dos mundos, frequentemente servindo como palavras chave para descrever os temas e os principais pontos da história: o nome Fabula Nova Crystallis se traduz como o "Novo Conto do Cristal", "Agito" pode ser traduzido como "ser colocado em movimento", enquanto "Versus" pode ser tanto "dar a volta" quanto "contra", todos sendo descritos como representando conceitos narrativos importantes. "Agito" foi mantido dentro do universo de Type-0 tanto como um conceito quanto o título de sua prequela. "Versus" foi utilizado nos primeiros trailers de XV após sua renomeação em 2013 com a tagline "Um Mundo do Versus Épico". Nomura comentou o grande uso do latim antes da alteração pública do nome de XV, afirmando que ele queria um idioma que não fosse mais usado diariamente e que as pessoas "não pudessem compreender, mas mesmo assim apreciar", desejando transmitir um sentimento geral de qualidade.

## Produção

### Criação
O conceito da série Fabula Nova Crystallis se originou enquanto Final Fantasy X-2 e o primeiro Kingdom Hearts estavam no final de suas produções. Tetsuya Nomura, Shinji Hashimoto e Yoshinori Kitase estavam discutindo o que fazer depois de Final Fantasy XII e decidiram trabalhar na ideia de vários jogos conectados por um único "tema central". A inspiração veio de Compilation of Final Fantasy VII, uma subsérie multimídia ao redor do mundo e personagens de Final Fantasy VII. Enquanto a ligação em comum  de Compilation era VII, os três escolheram usar "o conto dos novos cristais" para forma a nova série, com a mitologia conectando os jogos ao invés de uma narrativa. Providenciar uma mitologia  já estabelecida também  teria como efeito facilitar a produção de novos jogos Final Fantasy. O roteirista Kazushige Nojima começou em 2003 a escrever a mitologia da Fabula Nova Crystallis, terminando o trabalho em fevereiro do ano seguinte. Ele recebeu ajuda criativa de Hashimoto e Kitase, além de também Nomura, Motomu Toriyama e Hajime Tabata. Nojima escreveu a bíblia da série sobre a mitologia, explicando conceitos como os fal'Cie e l'Cie e também os sentimentos dos deuses que os criaram. A equipe de arte de Yusuke Naora usou em 2011 a bíblia como base para um vídeo animado mostrando a história de Fabula Nova Crystallis.
Os diretores de cada jogo têm permissão para livremente interpretar a mitologia ao criar suas histórias. Tabata comentou essa liberdade ao comparar a mitologia da Fabula Nova Crystallis com o conceito por trás da mitologia grega; uma mitologia com temas e divindades em comum, mas possuindo uma grande variedade de histórias não relacionadas. Toriyama concebeu a história de Final Fantasy XIII primariamente ao redor das divindades e suas relações diretas com o mundo. Tabata e Nomura se focaram mais no elemento humano da história. Para Final Fantasy Type-0, Tabata escolheu representar os elementos divinos da mitologia a partir de um ponto de vista histórico, enquanto Nomura criou um cenário moderno similar à Terra contemporânea em Final Fantasy XV, referindo-se menos à terminologia da mitologia. Nomura também foi nomeado como o principal desenhista de personagens para todos os jogos da subsérie. Hashimoto comparou em 2007 o planejamento da Fabula Nova Crystallis com franquias cinematográficas como Star Wars e The Lord of the Rings: uma marca grande em que vários títulos de Final Fantasy seriam planejados com antecedência. O 1º Departamento de Produção da Square Enix foi quem cuidou do desenvolvimento de todos os jogos relacionados com a mitologia.

### Desenvolvimento
Final Fantasy XIII começou seu desenvolvimento em fevereiro de 2004 como um título para PlayStation 2 sob o codinome "Colors World", porém ele foi transferido para o PlayStation 3 depois do adiamento de Final Fantasy XII e da boa recepção de um demo do motor de jogo Crystal Tools em 2005. Os títulos originais da subsérie eram XIII e Versus XIII. Agito XIII foi concebido depois quando Tabata estava procurando por um novo projeto após completar Before Crisis: Final Fantasy VII. A subsérie foi originalmente chamada de Fabula Nova Crystallis Final Fantasy XIII e os três jogos foram anunciados na E3 de 2006: Agito XIII era um jogo para celulares similar a Before Crisis, enquanto os outros dois eram exclusivos para o PlayStation 3. XIII foi desenvolvido por uma equipe que era formada por membros que anteriormente haviam trabalhado em Final Fantasy VII, VIII e X, Agito XIII foi entregue para a equipe de Before Crisis, enquanto Versus XIII ficou com a equipe dos jogos da série Kingdom Hearts. A intenção era que XIII e Versus XIII formassem o núcleo da série, com cada jogo posterior sendo uma "faceta" de XIII.
As produções de Agito XIII e Versus XIII começaram em 2006. Agito XIII foi transferido para o PlayStation Portable em 2008 e mais tarde renomeado como Type-0. O motivo da mudança de nome foi que XIII e Type-0 tinham pouco em comum além da mitologia. A mudança também fez com que o numeral "XIII" fosse retirado do título da subsérie já que ele "seria um problema". XIII também foi alterado durante seu desenvolvimento quando uma versão para Xbox 360 foi anunciada, adiando significantemente seu lançamento. Foi considerada uma conversão para Microsoft Windows, porém abandonada devido a problemas específicos da plataforma e a visão da Square Enix em relação ao mercado. Mais tarde, todos os jogos da série XIII receberam versões para PC através da Steam. A empresa começou a considerar por volta de 2007 a renomeação de Versus XIII como um título numerado principal de Final Fantasy pelo projeto estar crescendo rapidamente em escala. A renomeação do jogo eventualmente aconteceu em 2011 e a revelação de Versus XIII como Final Fantasy XV ocorreu na E3 de 2013, porém ele ainda utiliza a mitologia da subsérie. O jogo também foi transferido totalmente para os consoles da oitava geração e desenvolvido utilizando o novo motor Luminous Studio da Square. A versão para PlayStation 3 foi abandonada por preocupações acerca da viabilidade do console. O lançamento ocidental de Type-0 foi adiado devido ao enfraquecimento do mercado do PlayStation Portable. Uma remasterização em alta definição para a oitava geração acabou sendo anunciada no lugar e foi desenvolvida pela Square em parceria com a HexaDrive. Type-0 HD foi desenvolvido com a intenção de promover a venda dos novos consoles antes do lançamento de XV.
Os criadores de XIII queriam expandir seu mundo e contar mais histórias com seus personagens, desenvolvendo assim XIII-2 e Lightning Returns. A desenvolvedora japonesa tri-Ace foi chamada para ajudar a Square Enix no desenho e gráficos desses jogos. Os três jogos e suas respectivas mídias relacionadas foram chamadas pelos funcionários do estúdio como a "Saga de Lightning" por causa de sua personagem principal. Paralelo a isso, Tabata criou Final Fantasy Agito ao redor de suas ideias originais para Type-0 como um jogo móvel. Agito servia tanto como prequela quanto história alternativa para Type-0, se passando no mesmo mundo. O jogo foi co-desenvolvido pela Tayutau K. K.. Posteriormente, a desenvolvedora chinesa Beijing Perfect World foi trazida a fim de auxiliar na produção de Type-0 Online. Uma marca registrada para Final Fantasy Haeresis XIII indicava um outro título, porém os direitos do nome expiraram em 2011 e a Square Enix não os renovou. Apesar de terem existido especulações na época do lançamento de Lightning Returns de que a Fabula Nova Crystallis iria acabar, Kitase várias vezes afirmou que ainda existia espaço para outros títulos além do universo de XIII.

## Recepção

### Crítica
A mitologia da Fabula Nova Crystallis foi recebida de forma mista por sites especializados em jogos eletrônicos. Brady Halestorm da Hardcore Gamer chamou a série de "nada além de ordinária" sobre a variedade de seus jogos. Ben Gilbert da Joystiq, escrevendo um artigo em 2012 sobre os 25 anos da franquia Final Fantasy, disse que a mitologia da Fabula Nova Crystallis era "ocasionalmente bizarra e frequentemente linda". Jeremy Parish da USGamer afirmou em 2014 que a subsérie era "muito barulho por nada", dizendo que parecia haver poucos motivos para uma distinção já que os jogos compartilhavam uma grande quantidade de temas e enredos em relação a série principal. Mike Salbato da RPGFan escreveu em 2016 em retrospecto sobre os jogos XIII e sua versão da Fabula Nova Crystallis, achando que a falta de referências específicas à mitologia em XIII prejudicou a compreensão geral, com a dependência em conhecimentos prévios fazendo suas sequências serem títulos difíceis de serem jogados como jogos individuais. Ron Duwell da TechnoBuffalo descreveu a iniciativa da série Fabula Nova Crystallis como "excessivamente ambiciosa" e afirmou que ela "talvez tenha implodido sobre si mesma".
Falando especificamente dos jogos da série XIII, Parish sugeriu que as reações mistas influenciaram as mudanças de títulos dos outros jogos originais da subsérie (Versus XIII e Agito XIII), dando às suas equipes a chance de que cada jogo tivesse sua própria identidade. Ele também achou que a decisão de expandir a história de XIII em outros jogos "provavelmente funcionou muito bem". A apresentação da mitologia também recebeu reações mistas em XIII, fazendo com que a equipe de produção diminuísse seu uso em XIII-2. Spencer Yip da Siliconera comentou durante sua resenha de Lightning Returns que a história e seu ritmo foram "atrapalhados" pela mitologia. Por outro lado, Erren Van Duine do RPG Site elogiou a mitologia em Type-0, afirmando que "elementos como os fal'Cie e l'Cie são tratados de formas mais interessantes".
Final Fantasy XIII foi bem recebido por revistas japonesas, conseguindo notas excepcionalmente altas de publicações como a Famitsu e a Dengeki PlayStation. O jogo foi elogiado no ocidente por seus gráficos, sistema de batalha e música, porém as opiniões foram mais mistas em relação sua história e ele foi criticado por sua estrutura muito linear. XIII acabou vencendo o prêmio da GamesRadar de melhores gráficos. XIII-2 foi bem recebido de forma geral, ganhando notas perfeitas da Famitsu e Dengeki PlayStation, também conseguindo notas altas no ocidente. Pontos de elogio foram para sua estrutura não-linear, gráficos e sistema de batalha melhorado, enquanto as críticas se focaram na história e personagens, que frequentemente foram chamadas de fraca e confusa. Já Lightning Returns recebeu críticas mistas para positivas, com o combate sendo bem elogiado, seus gráficos e mecânicas de tempo gerando respostas mistas, enquanto a história e personagens foram descritos como mal desenvolvidos.
Type-0 teve uma recepção bem positiva no Japão, ganhando notas quase perfeitas da Famitsu e Dengeki PlayStation. Resenhas do jogo importado também foram bem positivas, compartilhando muitos pontos de elogio com as publicações japonesas. A remasterização Type-0 HD também foi bem recebida no ocidente, com vários elogios para sua história, personagens e jogabilidade de ação. Outros aspectos foram criticados, como elementos da melhoria dos gráficos, os segmentos de estratégia em tempo real e a localização. Prévias ocidentais de Agito também foram positivas, com os críticos concordando que ele tinha bons gráficos para a plataforma e funcionava bem do ponto de vista da jogabilidade.

### Vendas
XIII quebrou recordes de vendas para a franquia Final Fantasy, vendendo 1,5 milhões de unidades no Japão no dia de seu lançamento, com mais um milhão vendidas após um mês de lançamento na América do Norte. XIII-2 foi o título mais vendido do Japão em 2011, alcançando a respectivamente a segunda e primeira posições nos Estados Unidos e no Reino Unido. Lightning Returns teve vendas de primeira semana menores que seus predecessores, porém mesmo assim chegou na primeira posição no Japão com mais de 277 mil unidades vendidas em sua primeira semana e mais de 404 mil até o final de 2013. Ele chegou na terceira e oitava posições dos mais vendidos de fevereiro no Reino Unido e Estados Unidos, respectivamente. Aproximadamente oitocentas mil cópias foram vendidas até novembro de 2014. Os três jogos da série XIII venderam juntos onze milhões de cópias mundialmente. Jeremy Parish da USGamer, falando sobre o sucesso cada vez menor dos títulos da série XIII e seu efeito sobre a Fabula Nova Crystallis, achou que a repercussão negativa inicial de XIII acabou tornando a marca "XIII" em um "veneno de bilheteria".
Type-0 vendeu mais de 472 mil unidades em sua primeira semana, chegando a vender mais de 740 mil cópias no Japão. O título depois foi adicionado à lista de "Ultimate Hits" da Square Enix, relançamentos de produtos lucrativos. Type-0 HD alcançou o topo das tabelas de vendas em sua primeira semana, vendendo 93 mil unidades, porém acabou tendo uma performance ruim no Japão. Ele acabou ficando entre os dez jogos mais vendidos de março tanto nos Estados Unidos quanto no Reino Unido. Type-0 HD já havia vendido mais de um milhão de unidades por volta de abril. Agito foi bem sucedido no Japão, alcançando quinhentos mil usuários registrados em sua primeira semana. O jogo já havia sido baixado mais de um milhão de vezes por volta de novembro do mesmo ano.